# FC Cahul-2005
FC Cahul-2005 este un club de fotbal din Cahul, Republica Moldova, care evoluează în Divizia "B" Sud.

Logo-ul anterior

## Palmares
- Divizia "B" Sud (2) : 2006–07, 2012-13

## Lotul actual
| Nr. |                   | Poziție | Jucător           |
| --- | ----------------- | ------- | ----------------- |
|     | Republica Moldova | P       | Eugen Gorbunov    |
|     | Republica Moldova | P       | Alexandru Boghean |
|     | Republica Moldova | F       | Vlad Drangni      |
|     | Republica Moldova | F       | Igor Lupascu      |
|     | Republica Moldova | F       | Nicolai Ciorbadji |
|     | Republica Moldova | F       | Gheorghe Mata     |
|     | Republica Moldova | M       | Alexei Papana     |

| Nr. |                   | Poziție | Jucător           |
| --- | ----------------- | ------- | ----------------- |
|     | Republica Moldova | M       | Vladimir Nistor   |
|     | Republica Moldova | M       | Valeri Kravchenko |
|     | Republica Moldova | M       | Egor Fiodorov     |
|     | Republica Moldova | A       | Eugen Dovbîșenko  |
|     | Republica Moldova | A       | Alexei Gheorghiu  |
|     | Republica Moldova | A       | Mihail Badac      |

## Istoric evoluții
| Sezon   | Div.            | Poz. | M  | V  | R | Î  | GM | GP | P  | Cupă     |  | Antrenor         |
| ------- | --------------- | ---- | -- | -- | - | -- | -- | -- | -- | -------- |  | ---------------- |
| 2006–07 | Divizia "B" Sud | 1    | 22 | 19 | 2 | 1  | 72 | 13 | 59 | Sferturi |  | Vasile Porosenco |
| 2007–08 | Divizia "A"     | 8    | 32 | 14 | 5 | 13 | 44 | 43 | 47 | 1/32     |  | Vasile Porosenco |
| 2008–09 | Divizia "A"     | 6    | 30 | 16 | 5 | 9  | 35 | 18 | 53 | 1/16     |  | Vasile Porosenco |
| 2009–10 | Divizia "A"     | 4    | 30 | 16 | 5 | 9  | 44 | 33 | 53 | Sferturi |  | Vasile Porosenco |
| 2010–11 | Divizia "A"     | 7    | 28 | 13 | 5 | 10 | 35 | 40 | 44 | Sferturi |  | Vasile Porosenco |